# Rjachovo
Rjachovo (bulgariska: Ряхово) är ett distrikt i Bulgarien.   Det ligger i kommunen Obsjtina Slivo Pole och regionen Ruse, i den nordöstra delen av landet, 270 km nordost om huvudstaden Sofia.
Trakten runt Rjachovo består till största delen av jordbruksmark. Runt Rjachovo är det ganska glesbefolkat, med 47 invånare per kvadratkilometer.